# Torrent del Pou (Cardener)
El Torrent del Pou és un afluent per la dreta del Torrent dels Plans que transcorre íntegrament per la Vall de Lord.

## Descripció
De direcció predominant NO-SE, s'escola pel vessant sud-oriental dels Orriets, cim de l'extrem oriental de la Serra de Querol, al massís del Port del Comte.
Neix a la Costa de Galliners, a 1.338 m. d'altitud, al municipi de Guixers pràcticament al límit amb el municipi de La Coma i la Pedra. Inicialment avança en direcció sud però a l'entrar al terme municipal de Sant Llorenç de Morunys (als 1.000 d'altitud) traça un ampli arc que en travessar la carretera LV-4012 de Sant Llorenç a La Coma ja l'haurà portat a agafar la direcció cap a l'est, direcció que mantindrà durant la resta del seu recorregut. Just després de travessar la citada carretera passa per sota del Pont de Vall-llonga en el seu actual emplaçament. Uns 400 m. més avall passa per davant de la Font del Torrent del Pou i uns 300 m. després conflueix amb el Torrent dels Plans a 825 m. d'altitud, poc abans que aquest darrer desguassi al Cardener
Segons el mapa digital de l'Institut Cartogràfic de Catalunya aquest corrent se l'anomena Rasa de la Fàbrica.

## Termes municipals que travessa
Des del seu naixement, el Torrent del Pou passa successivament pels següents termes municipals.
|                                                        | Longitud (en m.) | % del recorregut |
| ------------------------------------------------------ | ---------------- | ---------------- |
| Per l'interior del municipi de Guixers                 | 1.102            | 36,5%            |
| Per l'interior del municipi de Sant Llorenç de Morunys | 1.819            | 60,2%            |
| 2n tram per l'interior del municipi de Guixers         | 102              | 3,4%             |

## Xarxa hidrogràfica

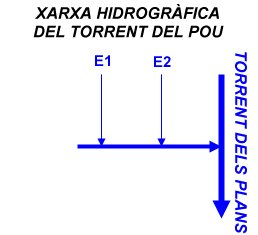
Xarxa hidrogràfica del Torrent del Pou

La xarxa hidrogràfica del Torrent del Pou està integrada per un total de 3 cursos fluvials: el mateix Torrent del Pou i dos afluents per l'esquerra. La totalitat de la xarxa suma una longitud de 6.992 m.
| Codi del corrent fluvial | Coordenades del seu origen                                   | longitud (en metres) |
| ------------------------ | ------------------------------------------------------------ | -------------------- |
| Torrent del Pou          | 42° 9′ 3.268″ N, 1° 34′ 26.29″ E / 42.15090778°N,1.5739694°E | 4.659                |
| E1                       | 42° 8′ 29.64″ N, 1° 34′ 51.76″ E / 42.1415667°N,1.5810444°E  | 1.168                |
| E2                       | 42° 8′ 32.65″ N, 1° 35′ 14.73″ E / 42.1424028°N,1.5874250°E  | 1.165                |

## Perfil del seu curs

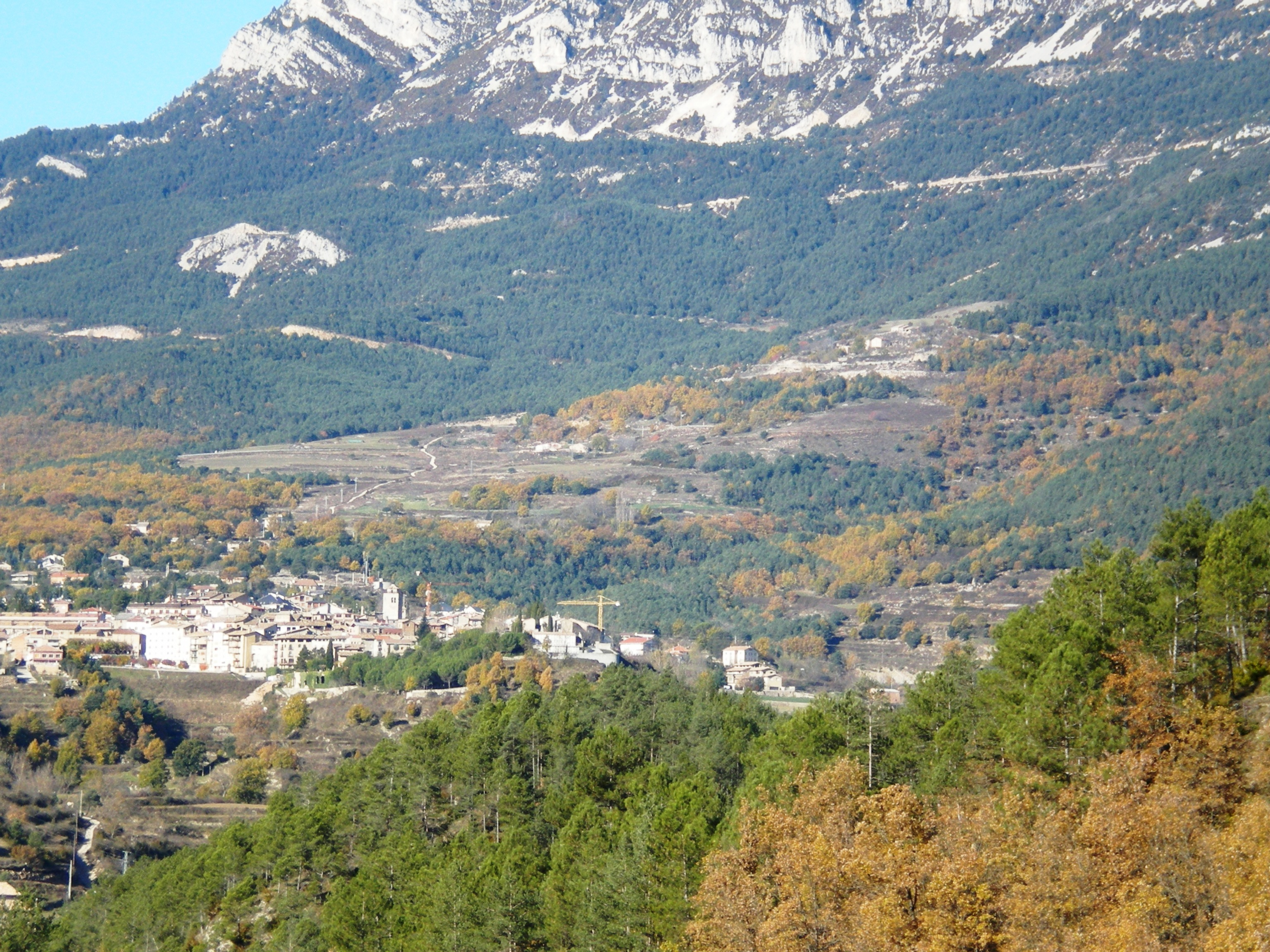
La capçalera del torrent

| Recorregut (en m.) | Altitud (en m.) | Pendent |
| ------------------ | --------------- | ------- |
| 0                  | 1.338           | -       |
| 250                | 1.234           | 41,6%   |
| 500                | 1.138           | 38,4%   |
| 750                | 1.066           | 28,8%   |
| 1.000              | 1.028           | 15,2%   |
| 1.250              | 989             | 15,6%   |
| 1.500              | 958             | 12,4%   |
| 1.750              | 930             | 11,2%   |
| 2.000              | 905             | 11,7%   |
| 2.250              | 886             | 7,6%    |
| 2.500              | 861             | 10,0%   |
| 2.750              | 847             | 5,6%    |
| 3.023              | 825             | 8,7%    |